# Olaf Cord Dielewicz
Olaf Cord Dielewicz (geboren 1942) ist ein deutscher Kommunalpolitiker (SPD). Er war von 1983 bis 1999 Oberbürgermeister der Stadt Flensburg. Was war mit Osterholz-Scharmbeck? 

## Leben
Olaf Cord Dielewicz kam 1961 als Marinesoldat nach Flensburg. 1983 wurde er zum Oberbürgermeister der Stadt gewählt. Im darauf folgenden Jahr, 1984, jährte sich zum 700. Mal die Stadtrechtserklärung. Das Festjahr schenkte der Fördestadt und seinem obersten Repräsentanten Dielewicz bundesweite Aufmerksamkeit. Mit Ende des Kalten Krieges begann die Konversion der damals bedeutenden Garnisonsstadt. Insbesondere der Wandel des Stützpunktes Flensburg-Mürwik sollte die Politik bis in die Zeit nach der Jahrtausendwende noch beschäftigen. In Dielewicz Amtszeit fielen ebenso die kostenaufwendige Sanierung des Flensburger Rathauses und des Flensburger ZOB. Im Hinblick auf Pläne zur Umgestaltung des Flensburger Hafens betonte er 1994: „Wer den Hafen und den Bereich drum herum nur „schön“ machen will, wer sich an der Schiffbauhalle, an den Kohlenhalden, dem Schornstein des Kraftwerkes, an den Panzern der FFG oder an den Silos auf der Hafenostseite stößt, dem fehlt der Blick für gewachsene Realitäten und wirtschaftliche Notwendigkeiten.“ 1998 eröffnete Motorola im Stadtteil Weiche ein neues Werk zur Handyproduktion. Dielewicz erklärte dazu: „Nach 100 Jahren Marinehafen wünschen wir uns jetzt ein Jahrhundert der Telekommunikations-Industrie.“ Der Bund und das Land Schleswig-Holstein hatten dem Konzern nach dem Abzug der Marine erhebliche Subventionsgelder zur Verfügung gestellt. Schon 2007 wurde die Handyproduktion nach China verlagert und das Werk in Weiche 2010 verkauft.
Die Amtszeit von Dielewicz endete 1999 mit der ersten Oberbürgermeister-Direktwahl der Stadt, die aus zwei Wahlgängen bestand. Die erste Wahlrunde fand am 13. Juni statt. Es folgte am 4. Juli die Stichwahl zwischen den zwei erfolgreichsten Kandidaten. Dielewicz Nachfolger wurde Hermann Stell von der CDU, der sich gegen den SPD-Mitbewerber Klaus Kottek durchsetzte. Dielewicz selbst wechselte im Herbst 1999, wie er es noch vor der Wahl geplant hatte, als Präsident zum schleswig-holsteinischen Sparkassen- und Giroverband. Diesen Posten füllte er bis zum Jahr 2005 aus. 2019 veröffentlichte Olaf Cord Dielewicz seine Autobiographie in Buchform.